# Український студент (Петербург)
«Украї́нський студе́нт» — журнал, неперіодичний орган Головної Ради українських студентських громад. Видавався у Петербурзі у 1913—1914 роках. Вийшло три номери.
Журнал особливу увагу приділяв культурно-просвітницькій діяльності українського студентства, публікував статті про історію українського студентського руху та про наукові потреби студентів.